# Union d'Églises baptistes francophones du Canada
L'Union d'Églises baptistes francophones du Canada (UEBFC) est une association chrétienne évangélique d'églises baptistes au Canada. Son siège est situé à Fulford (Québec). L'union est l'une des quatre régions des Ministères baptistes canadiens et est membre de l'Alliance évangélique du Canada.

## Histoire

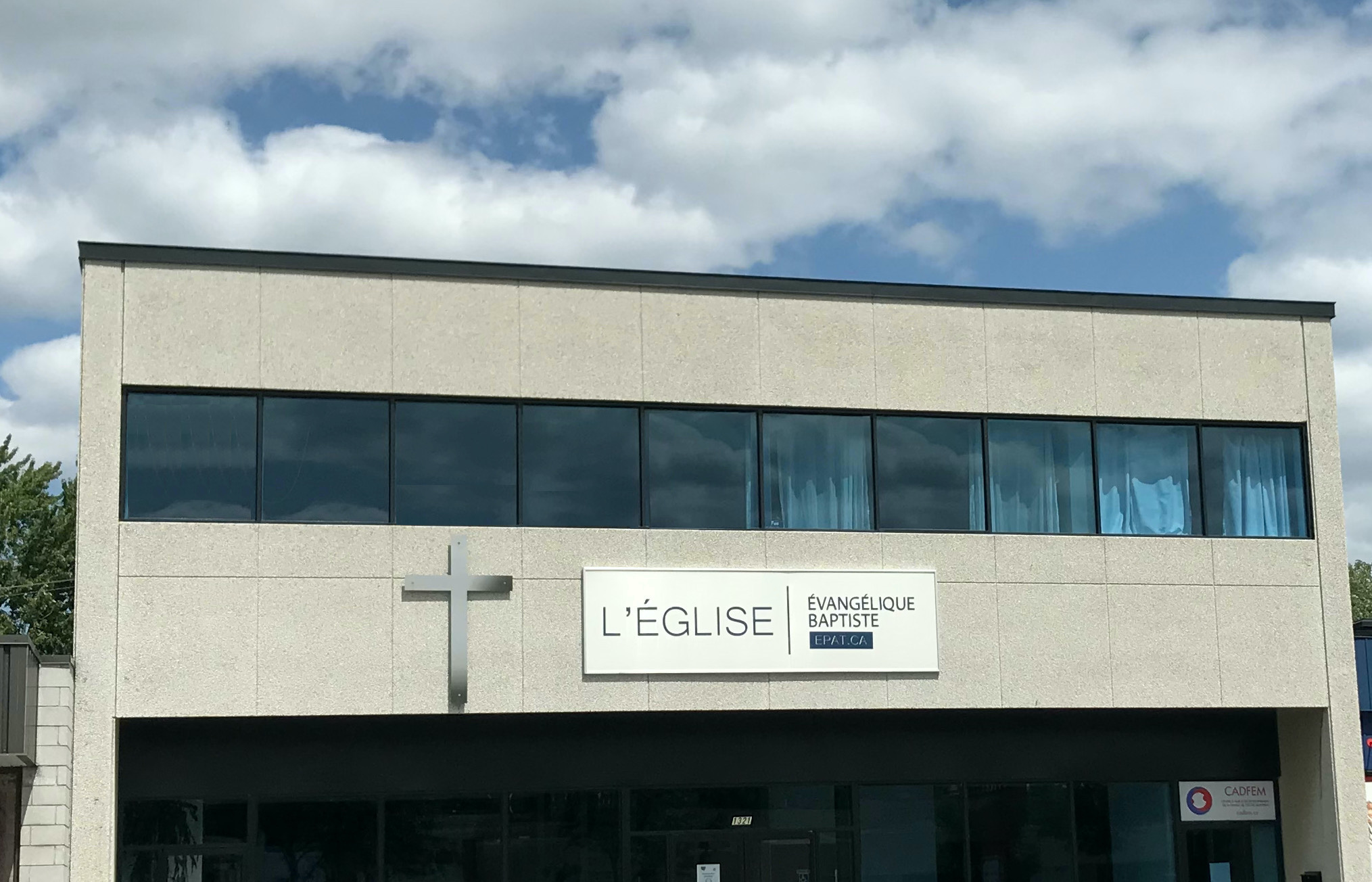
Église Évangélique Baptiste de Pointe-aux-Trembles à Montréal.

L’union a ses origines dans une mission suisse (La Mission Grande Ligne) d’Henriette Feller et Louis Roussy à Grande-Ligne (devenu Saint-Blaise-sur-Richelieu) en Montérégie, en 1836 . Cette même année, ils fondent une école qui deviendra l'Institut Feller . En 1849, la mission et l'école sont devenues partenaires de la Société missionnaire baptiste canadienne . En 1969, les églises établies par des pasteurs formés à l’Institut ont officiellement fondé l'Union d'Églises baptistes françaises au Canada . L'union est devenue membre des Ministères baptistes canadiens en 1970 .
Elle a fondé la  Faculté de Théologie évangélique à Montréal en 1982 .
En 2010, elle comptait 29 églises membres . Selon un recensement de l’association, en 2023 elle disait avoir 32 églises membres .

## Croyances
L'association a une confession de foi baptiste . Elle est membre des Ministères baptistes canadiens .